# Покровский район (Орловская область)
Покро́вский райо́н — административно-территориальная единица (район) и муниципальное образование (муниципальный район) в Орловской области России.
Административный центр — посёлок городского типа Покровское.

## География
Район находится на юго-востоке области Орловской области. Площадь 1411 км². Основные реки — Липовец, Труды, Кунач, Медвежка, Фошня, Сосна.

## История
Район образован 18 января 1935 года в составе Курской области. 

27 сентября 1937 года район вошёл в состав вновь образованной Орловской области. 

В феврале 1963 года район был упразднен, его территория вошла в состав Свердловского сельского района. 

12 января 1965 года Покровский район был восстановлен, в него также вошла территория бывшего Дросковского района.

## Население
| 1959    | 1970    | 1979    | 1989    | 2002    | 2009    | 2010    | 2012    | 2013    |
| ------- | ------- | ------- | ------- | ------- | ------- | ------- | ------- | ------- |
| 19 496  | ↗27 426 | ↘22 240 | ↘20 056 | ↘18 027 | ↘16 578 | ↘14 782 | ↘14 326 | ↘14 089 |
| 2014    | 2015    | 2016    | 2017    | 2018    | 2019    | 2020    | 2021    | 2023    |
| ↘13 856 | ↘13 604 | ↘13 379 | ↘13 216 | ↘13 176 | ↘13 017 | ↘12 928 | ↘12 083 | ↘11 950 |

### Урбанизация
В городских условиях (пгт Покровское) проживают 31,39 % населения района.

### Национальный состав
По итогам переписи населения 2020 года проживали следующие национальности (национальности менее 0,1 % и другое, см. в сноске к строке «Другие»):
| Национальность | Численность, чел. | Доля     |
| -------------- | ----------------- | -------- |
| Русские        | 11 280            | 93,35 %  |
| Армяне         | 157               | 1,30 %   |
| Чеченцы        | 98                | 0,81 %   |
| Украинцы       | 69                | 0,57 %   |
| Таджики        | 44                | 0,36 %   |
| Узбеки         | 33                | 0,27 %   |
| Азербайджанцы  | 33                | 0,27 %   |
| Молдаване      | 15                | 0,12 %   |
| Другие         | 354               | 2,95 %   |
| Итого          | 12 083            | 100,00 % |

## Административно-муниципальное устройство
Покровский район в рамках административно-территориального устройства включает 13 сельсоветов и 1 посёлок городского типа.
В рамках организации местного самоуправления на территории района созданы 14 муниципальных образований, в том числе 1 городское и 13 сельских поселений:
| №  | Муниципальное образование           | Административный центр            | Количество населённых пунктов | Население (чел.) | Площадь (км²) |
| -- | ----------------------------------- | --------------------------------- | ----------------------------- | ---------------- | ------------- |
| 1  | городское поселение Покровское      | пгт Покровское                    | 1                             | ↘3751            | 10,92         |
| 2  | Берёзовское сельское поселение      | село Берёзовка                    | 4                             | ↘460             | 76,85         |
| 3  | Верхнежёрновское сельское поселение | деревня Шалимовка                 | 12                            | ↘609             | 108,70        |
| 4  | Верхососенское сельское поселение   | село Верхососенье Первая Середина | 11                            | ↘402             | 65,53         |
| 5  | Владимировское сельское поселение   | село Фёдоровка                    | 6                             | ↗464             | 61,68         |
| 6  | Вышнетуровецкое сельское поселение  | деревня Нижний Туровец            | 7                             | ↘233             | 90,17         |
| 7  | Даниловское сельское поселение      | деревня Даниловка                 | 25                            | ↗972             | 139,33        |
| 8  | Дросковское сельское поселение      | село Дросково                     | 26                            | ↘1848            | 181,54        |
| 9  | Журавецкое сельское поселение       | село Успенское                    | 11                            | ↘432             | 112,59        |
| 10 | Ивановское сельское поселение       | деревня Ивановка                  | 12                            | ↘382             | 94,22         |
| 11 | Моховское сельское поселение        | село Моховое                      | 10                            | ↘516             | 83,14         |
| 12 | Ретинское сельское поселение        | деревня Хаустово                  | 10                            | ↘685             | 98,30         |
| 13 | Столбецкое сельское поселение       | село Столбецкое                   | 20                            | ↘734             | 169,96        |
| 14 | Топковское сельское поселение       | село Топки                        | 10                            | ↘462             | 118,05        |

## Населённые пункты
В Покровском районе 165 населённых пунктов.
| №   | Населённый пункт             | Тип     | Население | Муниципальное образование           |
| --- | ---------------------------- | ------- | --------- | ----------------------------------- |
| 1   | Александровка                | деревня | 0         | Даниловское сельское поселение      |
| 2   | Александровка                | деревня | ↘99       | Топковское сельское поселение       |
| 3   | Алексеевка                   | село    | ↘272      | Столбецкое сельское поселение       |
| 4   | Андрияновка                  | деревня | 1         | Столбецкое сельское поселение       |
| 5   | Афанасьевка                  | деревня | 1         | Журавецкое сельское поселение       |
| 6   | Балчик                       | деревня | ↘72       | Вышнетуровецкое сельское поселение  |
| 7   | Барковка                     | деревня | 12        | Даниловское сельское поселение      |
| 8   | Башкатово                    | деревня | ↘50       | Дросковское сельское поселение      |
| 9   | Берёзовая Роща               | деревня | 1         | Столбецкое сельское поселение       |
| 10  | Березовец                    | деревня | 62        | Дросковское сельское поселение      |
| 11  | Берёзовка                    | село    | ↘375      | Берёзовское сельское поселение      |
| 12  | Беречка                      | деревня | 42        | Дросковское сельское поселение      |
| 13  | Берлизево                    | деревня | 52        | Даниловское сельское поселение      |
| 14  | Бобровка                     | деревня | 15        | Столбецкое сельское поселение       |
| 15  | Большегорье                  | деревня | 29        | Журавецкое сельское поселение       |
| 16  | Варварино                    | деревня | 12        | Ретинское сельское поселение        |
| 17  | Васьково                     | деревня | 45        | Ретинское сельское поселение        |
| 18  | Васютино                     | деревня | 37        | Дросковское сельское поселение      |
| 19  | Вепринец                     | деревня | ↘280      | Верхнежёрновское сельское поселение |
| 20  | Верхний Жёрновец             | деревня | ↘133      | Верхнежёрновское сельское поселение |
| 21  | Верхняя Сергеевка            | деревня | ↘91       | Столбецкое сельское поселение       |
| 22  | Верхососенье Вторая Середина | деревня | 33        | Верхососенское сельское поселение   |
| 23  | Верхососенье Вторая Часть    | деревня | 7         | Верхососенское сельское поселение   |
| 24  | Верхососенье Первая Середина | село    | ↘166      | Верхососенское сельское поселение   |
| 25  | Верхососенье Первая Часть    | деревня | 8         | Верхососенское сельское поселение   |
| 26  | Верхососенье Центральное     | деревня | 49        | Верхососенское сельское поселение   |
| 27  | Взаимопомощь                 | деревня | 6         | Вышнетуровецкое сельское поселение  |
| 28  | Виноградный                  | посёлок | 9         | Ретинское сельское поселение        |
| 29  | Внуково                      | деревня | ↘147      | Дросковское сельское поселение      |
| 30  | Вторая Васильевка            | деревня | 28        | Даниловское сельское поселение      |
| 31  | Высокое                      | деревня | 31        | Верхнежёрновское сельское поселение |
| 32  | Вышне-Столбецкое             | деревня | 48        | Столбецкое сельское поселение       |
| 33  | Вышний Туровец               | деревня | 37        | Вышнетуровецкое сельское поселение  |
| 34  | Вязоватое                    | деревня | 57        | Вышнетуровецкое сельское поселение  |
| 35  | Вязовое                      | деревня | 41        | Даниловское сельское поселение      |
| 36  | Вязь-Выселки                 | деревня | 1         | Вышнетуровецкое сельское поселение  |
| 37  | Голубец                      | посёлок | 0         | Верхососенское сельское поселение   |
| 38  | Гражданский                  | посёлок | 0         | Моховское сельское поселение        |
| 39  | Грачёвка                     | деревня | ↘175      | Ивановское сельское поселение       |
| 40  | Грачёвка                     | деревня | 6         | Столбецкое сельское поселение       |
| 41  | Гремячье                     | деревня | ↘146      | Берёзовское сельское поселение      |
| 42  | Грязное                      | деревня | 33        | Столбецкое сельское поселение       |
| 43  | Даниловка                    | деревня | ↘249      | Даниловское сельское поселение      |
| 44  | Денисовка                    | деревня | 0         | Верхнежёрновское сельское поселение |
| 45  | Дрогайцево                   | деревня | 39        | Верхососенское сельское поселение   |
| 46  | Дросково                     | село    | ↘751      | Дросковское сельское поселение      |
| 47  | Дружба                       | деревня | 24        | Дросковское сельское поселение      |
| 48  | Дубинкина                    | деревня | 9         | Дросковское сельское поселение      |
| 49  | Дубки                        | посёлок | 69        | Столбецкое сельское поселение       |
| 50  | Дубовец                      | деревня | 1         | Моховское сельское поселение        |
| 51  | Дюковская                    | деревня | ↘97       | Верхососенское сельское поселение   |
| 52  | Емельяновка                  | деревня | 21        | Столбецкое сельское поселение       |
| 53  | Енино Второе                 | деревня | 8         | Дросковское сельское поселение      |
| 54  | Енино Первое                 | деревня | 1         | Дросковское сельское поселение      |
| 55  | Ефремово                     | деревня | 1         | Топковское сельское поселение       |
| 56  | Ефросимовка                  | деревня | 5         | Даниловское сельское поселение      |
| 57  | Желановка                    | деревня | 25        | Журавецкое сельское поселение       |
| 58  | Жигачёвка                    | посёлок | 0         | Топковское сельское поселение       |
| 59  | Журавец                      | деревня | ↘128      | Журавецкое сельское поселение       |
| 60  | Зеновьево                    | деревня | 27        | Ретинское сельское поселение        |
| 61  | Золотой Рог                  | посёлок | 11        | Столбецкое сельское поселение       |
| 62  | Ивановка                     | деревня | 10        | Даниловское сельское поселение      |
| 63  | Ивановка                     | деревня | ↘66       | Ивановское сельское поселение       |
| 64  | Ивановка                     | деревня | 12        | Столбецкое сельское поселение       |
| 65  | Извеково                     | деревня | 12        | Дросковское сельское поселение      |
| 66  | Кадинка                      | деревня | 40        | Верхнежёрновское сельское поселение |
| 67  | Кадинка                      | деревня |           | Дросковское сельское поселение      |
| 68  | Казаковка                    | деревня | 12        | Даниловское сельское поселение      |
| 69  | Казинка                      | деревня | 8         | Даниловское сельское поселение      |
| 70  | Каменка                      | деревня | 1         | Моховское сельское поселение        |
| 71  | Карауловка                   | деревня | 0         | Владимировское сельское поселение   |
| 72  | Козловка                     | деревня | ↘114      | Даниловское сельское поселение      |
| 73  | Комардино                    | посёлок | 36        | Ивановское сельское поселение       |
| 74  | Копаное                      | деревня | 5         | Моховское сельское поселение        |
| 75  | Красное Знамя                | посёлок | 0         | Моховское сельское поселение        |
| 76  | Красный                      | посёлок | 12        | Дросковское сельское поселение      |
| 77  | Красный                      | посёлок | 5         | Ретинское сельское поселение        |
| 78  | Красный Луч                  | посёлок | 26        | Моховское сельское поселение        |
| 79  | Красный Ржавец               | деревня | 13        | Моховское сельское поселение        |
| 80  | Критово                      | деревня | 1         | Моховское сельское поселение        |
| 81  | Кромская                     | деревня | 8         | Топковское сельское поселение       |
| 82  | Крутое                       | деревня | 12        | Даниловское сельское поселение      |
| 83  | Кубань                       | деревня | ↘63       | Столбецкое сельское поселение       |
| 84  | Лазаревка                    | деревня | 66        | Верхнежёрновское сельское поселение |
| 85  | Липовец                      | село    | ↘392      | Ретинское сельское поселение        |
| 86  | Лутовиново                   | деревня | 44        | Топковское сельское поселение       |
| 87  | Любовка                      | деревня | 7         | Столбецкое сельское поселение       |
| 88  | Малая Казинка                | деревня | 54        | Даниловское сельское поселение      |
| 89  | Малиновка                    | деревня | 1         | Дросковское сельское поселение      |
| 90  | Малороссов                   | посёлок | 5         | Топковское сельское поселение       |
| 91  | Малый Ржавец                 | посёлок | 1         | Журавецкое сельское поселение       |
| 92  | Манино                       | деревня | 1         | Дросковское сельское поселение      |
| 93  | Медвежка                     | деревня | 15        | Даниловское сельское поселение      |
| 94  | Менчиково                    | деревня | 28        | Даниловское сельское поселение      |
| 95  | Морозова                     | деревня | 30        | Дросковское сельское поселение      |
| 96  | Моховое                      | посёлок | 27        | Ивановское сельское поселение       |
| 97  | Моховое                      | село    | ↘390      | Моховское сельское поселение        |
| 98  | Муратово Второе              | деревня | 26        | Верхнежёрновское сельское поселение |
| 99  | Муратово Первое              | деревня | 9         | Верхнежёрновское сельское поселение |
| 100 | Мухортово                    | деревня | 31        | Даниловское сельское поселение      |
| 101 | Мухортово                    | село    | 9         | Ивановское сельское поселение       |
| 102 | Нахаловка                    | посёлок | 0         | Верхнежёрновское сельское поселение |
| 103 | Некрасово                    | деревня | 9         | Даниловское сельское поселение      |
| 104 | Непочатая                    | деревня | 49        | Ивановское сельское поселение       |
| 105 | Нижний Туровец               | деревня | ↘206      | Вышнетуровецкое сельское поселение  |
| 106 | Николаевка                   | деревня | ↘154      | Журавецкое сельское поселение       |
| 107 | Никольское                   | деревня | ↘166      | Топковское сельское поселение       |
| 108 | Новоморозово                 | деревня | 7         | Дросковское сельское поселение      |
| 109 | Новосильевка                 | деревня | ↘277      | Дросковское сельское поселение      |
| 110 | Обруцкое                     | деревня | 11        | Даниловское сельское поселение      |
| 111 | Одинцовка                    | деревня | ↗132      | Даниловское сельское поселение      |
| 112 | Озерное                      | деревня | ↗200      | Моховское сельское поселение        |
| 113 | Орловка                      | посёлок | 10        | Ивановское сельское поселение       |
| 114 | Орлы                         | посёлок | 7         | Дросковское сельское поселение      |
| 115 | Осинки                       | деревня | 12        | Даниловское сельское поселение      |
| 116 | Отрада                       | деревня | 1         | Даниловское сельское поселение      |
| 117 | Пенькозаводской              | посёлок | ↘68       | Ретинское сельское поселение        |
| 118 | Переведеновка                | деревня | 35        | Верхососенское сельское поселение   |
| 119 | Петровка                     | деревня | 53        | Ретинское сельское поселение        |
| 120 | Погонево                     | деревня | ↘85       | Дросковское сельское поселение      |
| 121 | Погудаевка                   | деревня | 30        | Владимировское сельское поселение   |
| 122 | Покровское                   | пгт     | ↘3751     | городское поселение Покровское      |
| 123 | Протасово                    | деревня | ↘190      | Журавецкое сельское поселение       |
| 124 | Протасово                    | деревня | 11        | Столбецкое сельское поселение       |
| 125 | Пятинская                    | деревня | 25        | Верхососенское сельское поселение   |
| 126 | Раевка                       | деревня | 29        | Берёзовское сельское поселение      |
| 127 | Ракитина                     | деревня | 13        | Дросковское сельское поселение      |
| 128 | Ретинка                      | деревня | 66        | Ретинское сельское поселение        |
| 129 | Родионовка                   | деревня | 1         | Столбецкое сельское поселение       |
| 130 | Роща                         | посёлок | 7         | Верхососенское сельское поселение   |
| 131 | Рощенский                    | посёлок | 0         | Ивановское сельское поселение       |
| 132 | Рубленый Колодец             | деревня | 22        | Верхнежёрновское сельское поселение |
| 133 | Самарка                      | деревня | 0         | Журавецкое сельское поселение       |
| 134 | Сетенёво                     | деревня | ↘393      | Дросковское сельское поселение      |
| 135 | Ситкин                       | посёлок | 1         | Дросковское сельское поселение      |
| 136 | Слободка                     | деревня | 41        | Топковское сельское поселение       |
| 137 | Смирные                      | село    | ↘102      | Топковское сельское поселение       |
| 138 | Совьи Лапки                  | посёлок | 1         | Журавецкое сельское поселение       |
| 139 | Соломатовка                  | деревня | 17        | Ивановское сельское поселение       |
| 140 | Степанищево                  | деревня | ↘155      | Ивановское сельское поселение       |
| 141 | Столбецкое                   | село    | ↘105      | Столбецкое сельское поселение       |
| 142 | Теряево                      | деревня | 37        | Берёзовское сельское поселение      |
| 143 | Тетерье                      | деревня | ↘287      | Даниловское сельское поселение      |
| 144 | Тимирязево                   | деревня | ↘271      | Столбецкое сельское поселение       |
| 145 | Толмачёвка                   | деревня | 28        | Даниловское сельское поселение      |
| 146 | Толстое                      | деревня | 49        | Столбецкое сельское поселение       |
| 147 | Топки                        | село    | ↘219      | Топковское сельское поселение       |
| 148 | Троицкое                     | деревня | 14        | Столбецкое сельское поселение       |
| 149 | Тростниково                  | деревня | ↘117      | Владимировское сельское поселение   |
| 150 | Трубицино                    | деревня | 5         | Верхнежёрновское сельское поселение |
| 151 | Трудки                       | деревня | 42        | Вышнетуровецкое сельское поселение  |
| 152 | Трусы                        | посёлок | 0         | Дросковское сельское поселение      |
| 153 | Успенское                    | село    | ↘123      | Журавецкое сельское поселение       |
| 154 | Фёдоровка                    | село    | ↘311      | Владимировское сельское поселение   |
| 155 | Филатовка                    | деревня | 0         | Дросковское сельское поселение      |
| 156 | Харчиково                    | деревня | 1         | Дросковское сельское поселение      |
| 157 | Хаустово                     | деревня | ↘162      | Ретинское сельское поселение        |
| 158 | Хрущёвка                     | деревня | 0         | Даниловское сельское поселение      |
| 159 | Черногрязка                  | деревня | 1         | Журавецкое сельское поселение       |
| 160 | Чибисовка                    | деревня | 24        | Владимировское сельское поселение   |
| 161 | Шалимовка                    | деревня | ↘143      | Верхнежёрновское сельское поселение |
| 162 | Шалимовка                    | деревня | 8         | Ивановское сельское поселение       |
| 163 | Юдинка                       | деревня | 6         | Даниловское сельское поселение      |
| 164 | Юрьево                       | деревня | 16        | Владимировское сельское поселение   |
| 165 | Ясная Поляна                 | посёлок | 6         | Ивановское сельское поселение       |

Упразднённые населённые пункты:
- 2004 год - деревня Лукинская Каменка Столбецкого сельсовета, деревня Прилепы Топковского сельсовета.

## Главы администрации
- Хохлов Иван Алексеевич (2002—2006)
- Романов Дмитрий Иванович (2006—2021)
- Решетников Андрей Валерьевич (с 2021 года)

## Экономика
С 2017 по 2021 год доходы консолидированного бюджета Покровского района составили 1 млрд. 680 млн рублей, при этом поступление налоговых и неналоговых доходов выросло с 99 млн рублей в 2017 году до 128 млн в 2021 году или на 129 %.
Безвозмездные поступления за рассматриваемый период составили 980 млн рублей.
На условиях софинансирования в район за 5 лет было привлечено 122 млн рублей субсидий.
Расходы консолидированного бюджета за рассматриваемый период исполнены в сумме 1 млрд. 663 млн рублей. В 2021 году по сравнению с 2017 годом расходы увеличились на 73 млн рублей.
Бюджет сохраняет социальную направленность, доля расходов на финансирование отраслей социально-культурной сферы составляет 69 % (на образование — 57 % от общего объёма расходов, на культуру — 7 %, на социальную политику — 5 %). Инвестиционные расходы консолидированного бюджета составили 3 % от общего объёма расходов. Просроченная кредиторская задолженность в бюджетных учреждениях, финансируемых из районного бюджета, отсутствует.
В 2021 году по отношению к 2017 году наблюдается увеличение количества субъектов малого и среднего предпринимательства на 47 %.
Рост среднемесячной заработной платы за пять лет составил 32,5 %, и в 2021 году данный показатель поднялся на уровень 32 203 рубля.
Покровский район в течение последних пяти лет неоднократно занимал лидирующие места по результатам оценки качества управления муниципальными финансами и соблюдения требований бюджетного законодательства Российской Федерации о налогах и сборах, проведенной Департаментом финансов Орловской области, и по оценке эффективности деятельности органов местного самоуправления.
Агропромышленный комплекс является одной из ведущих системообразующих сфер экономики района.
В сфере сельскохозяйственного производства на территории района функционирует 11 сельскохозяйственных предприятий и 64 крестьянских (фермерских) хозяйства. Наибольшую долю сельскохозяйственной продукции производят крупные с/х предприятия: 90,4 % — всего зерна, 95,3 % — мяса.
В сравнении с 2017 годом в районе посевная площадь увеличилась на 5,7 тыс. га, или на 107 % и составила — 87,6 тыс. га.
Производство зерна увеличилось на 50 тыс. тонн, или 116 % к уровню 2017 года.
За последние пять лет в районе инвестиционными компаниями введены: Зерносушильный комплекс в д. Озерное производственной мощностью 400—500 тн/час зерна в зависимости от влажности с открытием 50 рабочих мест, племенной репродуктор по откорму свиней на 18,0 тыс. скотомест в год, где было трудоустроены 41 человек.
С введением новой площадки по откорму скота увеличилось поголовье скота и производства мяса в 1,5 раза к уровню 2017 года и составило 31,9 тыс. тонн.
В рамках реализации долгосрочной целевой программы «Развитие крестьянских (фермерских) хозяйств и других малых форм хозяйствования в сельской местности в Орловской области на 2012—2015 и последующие годы» приняли участие в программе 13 КФХ: по мероприятию «Поддержка начинающих фермеров» — 10 КФХ, по мероприятию «Развитие семейных животноводческих ферм» — 3 КФХ. Было открыто 18 рабочих мест.
Средняя заработная плата работников агропромышленного комплекса в сравнении с 2017 годом увеличилась с 29 762 рубля до 36 952 рублей;
— среднегодовая численность работников на 1 января 2022 года составляет 1 130 чел.;
Объём инвестиций в основной капитал сельского хозяйства в 2021 году составил 895 млн руб., что превышает показатель 2017 года в 1,7 раза. В основном инвестиции направлены на приобретение сельскохозяйственной техники, строительство зерноскладов.
В планах развития инфраструктуры агропромышленного комплекса на 2022 год предусмотрены инвестиционные вложения на приобретение техники в сумме 635 млн рублей, строительство зерносклада для хранения семенного зерна в Сетеневском отделении ООО «Эксима-Агро» прогнозной стоимостью около 45 млн.рублей, строительство ангара в ООО «Орелагроактив» для хранения сельскохозяйственной техники стоимостью 11 млн рублей и приобретение зерноуборочной техники в сумме 35 млн рублей.

## Достопримечательности
- Церковь Петра, Алексея, Ионы (Трёхсвятительская) в селе Алексеевка,
- Богоявленская церковь в селе Верхососенье,
- Верхососенский святой источник,
- Вознесенская церковь в селе Трубицино,
- Дом купца Волкова в селе Фёдоровка,
- Дом помещицы Горовцевой в селе Успенское,
- Памятники В. И. Ленину и И. Ф. Дубровинскому в посёлке Покровское,
- Памятник Герою Советского Союза Борану Нсанбаеву в селе Дросково,
- Памятник поэту Дмитрию Блынскому в деревне Внуково,
- Топки — усадьба В. П. Тургеневой, перешедшая по наследству к И. С. Тургеневу,
- дом Д. Блынского в деревне Васютино,

## Известные люди
- Алферьев, Николай Семёнович (1919—1980) — Герой Советского Союза. Родился в селе Верхососенье.
- Блынский, Дмитрий Иванович (1932—1965) — русский советский поэт. Родился в деревне Васютино.
- Бондарев, Тихон Лаврентьевич (1871—1941) — российский революционер, советский партийный деятель, родился в селе Новая Слободка.
- Внуков, Иван Иванович (1904—1988) — советский военный деятель, Генерал-майор (1945 год).
- Волынкин, Василий Дмитриевич (1913—1942) — Герой Советского Союза. Родился в деревне Барановка (Протасово).
- Гринёв, Михаил Андреевич (1922—1983) — Герой Советского Союза. Родился в деревне Прилепы.
- Дубинин, Иван Владимирович (1914—1944) — Герой Советского Союза. Родился в селе Никольское.
- Еськов, Дмитрий Павлович (1922—2000) — танкист-ас. Родился в деревне Устье-Лески.
- Казаков, Василий Иванович (1923—1944) — Герой Советского Союза. Родился в селе Липовец.
- Мишин, Иван Иванович (1909—1981) — Герой Советского Союза. Родился в селе Липовец.
- Орловский, Борис Иванович (1793—1837) — русский скульптор эпохи ампира, автор Ангела на Александровской колонне в Санкт-Петербурге. Родился в селе Столбецкое.
- Руднев, Сергей Васильевич (1912—1961) — Герой Советского Союза. Родился в селе Ворово.
- Рыбкин, Василий Филиппович (1914—1948) — Герой Советского Союза. Родился в деревне Гремячье.
- Сапелкин, Иван Фёдорович (1921—1993) — Герой Советского Союза. Родился в селе Верхний Туровец.
- Сапрыкина, Ольга Степановна (род. 1924) — участница подпольной организации «Молодая гвардия». Родилась в деревне Трудки.
- Умников, Андрей Иванович (1916—1989) — Герой Советского Союза. Родился в деревне Веселовка.
- Харчиков, Михаил Борисович (1903—1977) — Герой Советского Союза. Родился в деревне Енино.